# James LoMenzo

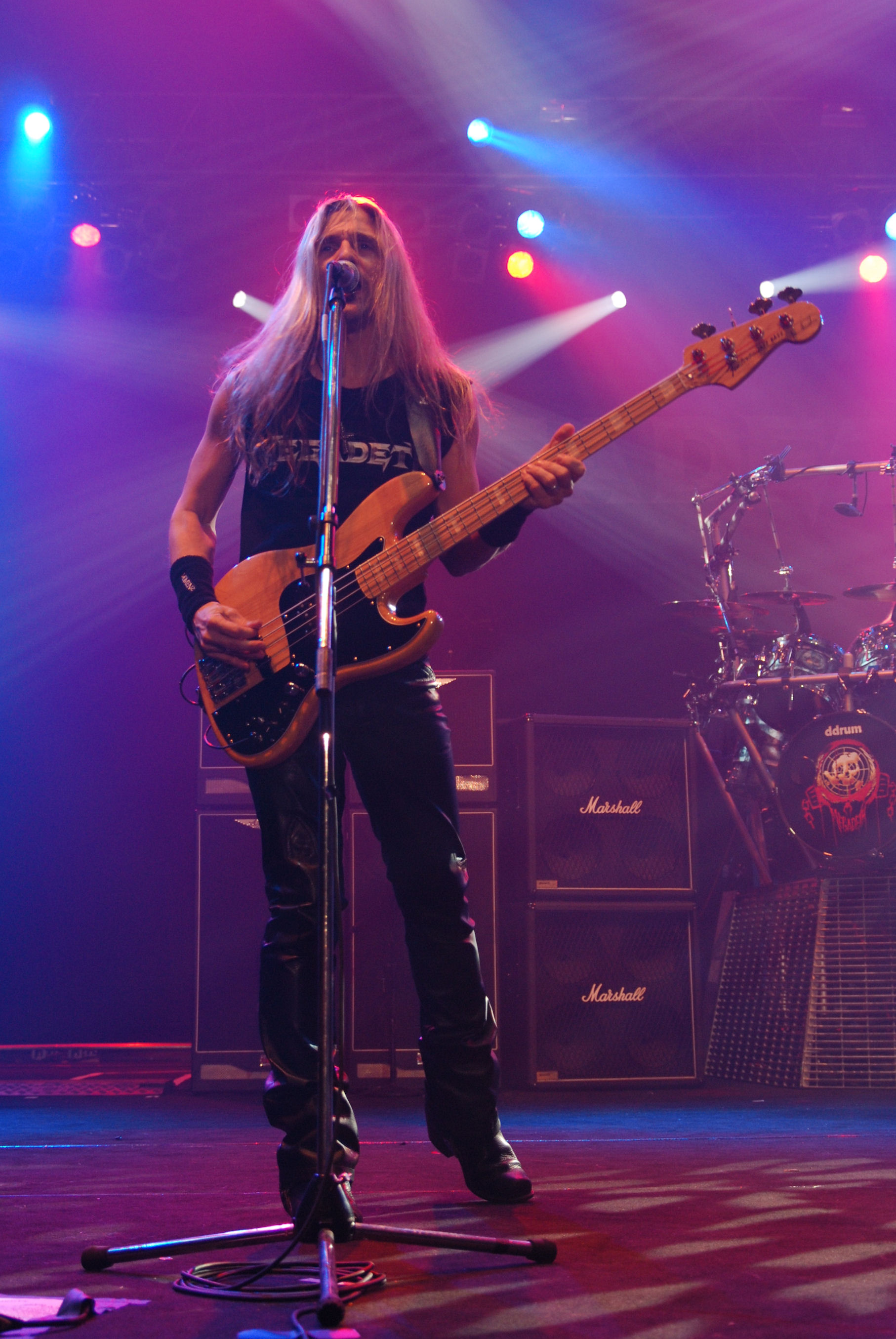
LoMenzo live mit Megadeth 2008

James LoMenzo (* 13. Januar 1959) ist ein US-amerikanischer Bassist. Vor allem bekannt für seine Tätigkeit bei Megadeth, war er zuvor unter anderem bei White Lion aktiv, später für Black Label Society und Slash’s Snakepit. Seit 2022 spielt er erneut bei Megadeth.

## Werdegang

### Frühe Jahre
LoMenzo spielte seit den späten 1970er-Jahren in verschiedenen Bands, darunter eine Band namens Empty Sky, die Rock mit jazzigen Einflüssen spielte. Von 1980 bis 1983 war er in der Hard-Rock-Band Clockwork aktiv. 1984 spielte er für Rondinelli, die Band von Bobby Rondinelli. 1984 stieß er zu White Lion, für die er bis 1991 tätig war. 1994 nahm er mit Zakk Wyldes Projekt Pride & Glory ein Album auf, gemeinsam mit dem White-Lion-Schlagzeuger Greg D’Angelo. Im selben Jahr nahm er einige Spuren für Ozzy Osbournes Album Ozzmosis auf, die aber später nicht verwendet wurden. 1996 spielte er auf Wyldes Soloalbum Book of Shadows. Ab 1995 war LoMenzo mit Pride-&-Glory-Schlagzeuger Brian Tichy für Slash’s Snakepit als Tourmusiker tätig. Zudem war er ein Mitglied der Band von David Lee Roth in den späten 1990ern und frühen 2000ern. Auch auf dessen Album Diamond Dave war er zu hören.
Ab 2004 spielte LoMenzo wieder für Zakk Wylde in dessen Band Black Label Society bis Oktober 2005, als er wieder vom Originalbassisten der Gruppe, John DeServio, ersetzt wurde.

### Megadeth (2006–2010; 2021–)
Von Februar 2006 bis Februar 2010, war LoMenzo Bassist der Thrash-Metal-Band Megadeth. Erstmals war er auf United Abominations (2007) zu hören, ebenso 2009 auf Endgame. 2010 wurde bekanntgegeben, dass Gründungsmitglied Dave Ellefson LoMenzo ersetzen würde.
Am 11. August 2021 wurde nach einer Affäre des verheirateten Ellefson mit einer deutlich jüngeren Frau, nach der dieser im Mai 2021 entlassen wurde, LoMenzo Tourbassist von Megadeth. Am 31. Mai 2022 wurde bekannt, dass LoMenzo nun auch permanentes Mitglied der Gruppe sein würde.

### Andere Aktivitäten (2010–2021)
2010 spielte LoMenzo kurzzeitig für Lynch Mob. Auch spielte er für eine Formation namens Hideous Sun Demons. 2013 spielte er Bass für John Fogerty. LoMenzo spielte Bass auf dem Album Get Your Rock On von X-Drive. Es wurde 2014 bei Frontiers Records veröffentlicht und von Andy Johns, Toningenieur von Led Zeppelin, produziert. Außerdem ist er auf dem Album Only to Rise von Sweet & Lynch mit Michael Sweet, George Lynch und Brian Tichy, das 2015 bei Frontiers erschien, zu hören. Im Juni 2020 spielte LoMenzo für Firstborne, ein Projekt von Chris Adler (Lamb of God, Megadeth).